# ترنغاينرغ (أنغلزي)
ترنغاينرغ (بالإنجليزية: Tregynrig)‏ هي منطقة سكنية تقع في ويلز في أنغلزي.